# Giuseppe Zappella
ʙ
Giuseppe Zappella est un footballeur italien né le 4 mai 1973 à Milan. Il était défenseur.